# Bremer Höhe

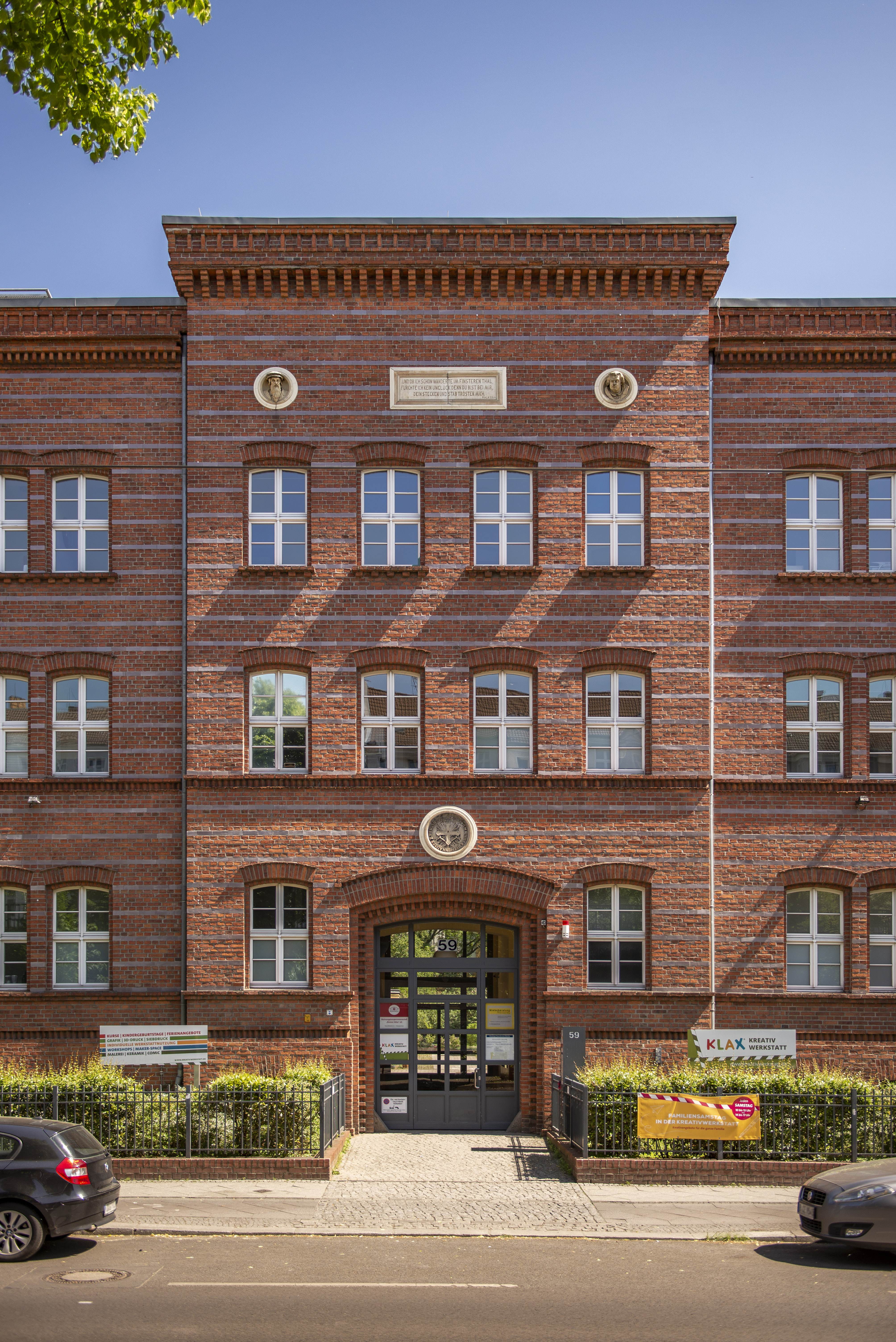
Bremer Höhe

Die Bremer Höhe (ursprünglich Bremerhöhe) ist ein denkmalgeschütztes Ensemble von Wohnhäusern, die zwischen 1870 und 1913 im heutigen Bezirk Pankow von Berlin, Ortsteil Prenzlauer Berg errichtet wurden. Seit dem Jahr 2000 sind die Häuser im Besitz der gleichnamigen Wohnungsbaugenossenschaft Bremer Höhe eG.

## Baugeschichte
Die Bautätigkeiten auf der Bremerhöhe (später Bremer Höhe), damals noch vor den Toren der Stadt gelegen, begannen 1849. Unter der Mitwirkung des Sozialreformers Victor Aimé Huber und seiner Frau Auguste, geborene Klugkist, wurden die Grundstücke Schönhauser Allee 58/58a mit sechs Kleinhäusern (Cottages) für 15 Familien bebaut, die sich einem rigiden Verhaltenskodex unterzuordnen hatten. Die Siedlung erhielt den Namen Bremerhöhe, da der Bremer Senator Hieronymus Klugkist die Initiative von Tochter und Schwiegersohn finanziell unterstützte.
Bald schon rückte die Stadt näher. Die Bodenpreise stiegen und die Nutzung der Grundstücke musste intensiviert werden, weil ohne höhere Renditeerwartungen keine Geldgeber zu finden waren. Ab 1870 entstand die bis heute erhaltene mehrstöckige Blockrandbebauung. 1888/89 wurden die letzten in der Zwischenzeit verwahrlosten Cottages abgerissen. Die letzten neuen Gebäude wurden 1913 fertiggestellt. Trotz der 43-jährigen Bauzeit ergeben die vierstöckigen Wohnhäuser mit ihren umweltbeständigen Backsteinfassaden das Bild eines geschlossenen Ensembles.
Anstelle von Hinterhäusern und Seitenflügeln blieben die Höfe als Grünanlage und zur Selbstversorgung der Bewohner unbebaut. In den meisten Häusern der (neuen) Bremer Höhe gibt es nur zwei Wohnungen pro Etage. Die Grundrisse und der Ausstattungsgrad sind entgegen dem typischen wilhelminischen Mietshaus in allen Etagen gleich und an den Idealentwürfen Hubers orientiert. Zur soliden Bauweise tragen die mit preußischen Kappendecken gebauten Nassräume (Küche und WC) bei.

## Zweiter Weltkrieg
Wegen des nahen Verteidigungsgürtels entlang des S-Bahn-Ringes war die gesamte Gegend Schauplatz heftiger Straßenkämpfe bei der Einnahme Berlins durch die Rote Armee. Die zahlreichen Einschusslöcher in den Backsteinfassaden der Bremer Höhe zeugen bis heute davon. Die Gebäude der Bremer Höhe überstanden den Zweiten Weltkrieg jedoch ohne gravierenden Substanzverlust. Auf der Südseite der Gneiststraße streifte eine Fliegerbombe die Hoffassade. Ausbesserungen waren nötig, die betroffenen Häuser blieben jedoch bewohnbar.

## Nachkriegsjahre und DDR
Im Nachkriegsdeutschland, noch vor Gründung der DDR, wurde die Bremer Höhe am 30. April 1949 „in Volkseigentum überführt“. Der 1935 verhängte Mietstopp wurde auch in der DDR aufrechterhalten. In den folgenden Jahrzehnten beschränkte sich die kommunale Wohnungsverwaltung bei der Erhaltung auf Sicherungs- und Notmaßnahmen. Vorrang vor der Sanierung der Altbauten hatte über lange Zeit die Beseitigung des Wohnungsmangels durch industriell gefertigte Großwohnsiedlungen.
Nur vereinzelt wurden die Kriegsschäden an den Fassaden beseitigt, undichte Dächer und Schornsteine ausgebessert, anstelle der Kohleöfen Gasöfen eingebaut. Die Demontage zahlreicher baufälliger Balkone und das Versiegeln von Teilen der Höfe stellten die gravierendsten Eingriffe in das Ensemble dar.
Trotz des mittlerweile nicht mehr zeitgemäßen Standards konnten fast alle Wohnungen durchgängig bis 1990 vermietet werden.

## Genossenschaftsgründung
1990 wurde die Kommunale Wohnungsverwaltung, die für die Häuser der Bremer Höhe zuständig war, in die Wohnungsbaugesellschaft Prenzlauer Berg (die WIP ist heute Teil des Gewobag-Verbundes) überführt. Im November 1999 kam die kurzfristige Ankündigung der Privatisierung der Bremer Höhe bis zum Ende des Jahres. Einige Mieter organisierten Widerstand, der zu einer Mieterversammlung am 17. November führte. Zirka 350 der 400 Mieter forderten einen Verkaufsstopp und das Erarbeiten eines Genossenschaftskonzepts. Am 17. Dezember wurden dessen ungeachtet die Häuser verkauft. Zwei Monate später, am 27. Januar 2000 wurde die Genossenschaft Bremer Höhe gegründet, die am 1. Mai 2000 anstelle des privaten Investors in den bestehenden Kaufvertrag einstieg.

## Umgebung
In der unmittelbaren Umgebung der Bremer Höhe befinden sich drei Grünanlagen, der Mauerpark, der Friedhofspark Pappelallee und der Helmholtzplatz.